# Facobly (département)
Le département de Facobly est l'un des départements situé dans le district des Montagnes en Côte d'Ivoire. 